# Ophidion iris
Ophidion iris — вид риб родини Ошибневих (Ophidiidae). Поширений у Каліфорнійські затоці та на прилеглих ділянках Пацифіки вздовж узбережжя Мексики до Байя-де-Бандерас. Морська субтропічна демерсальна риба, що сягає 25 см в довжину.